# Barnaba Oriani

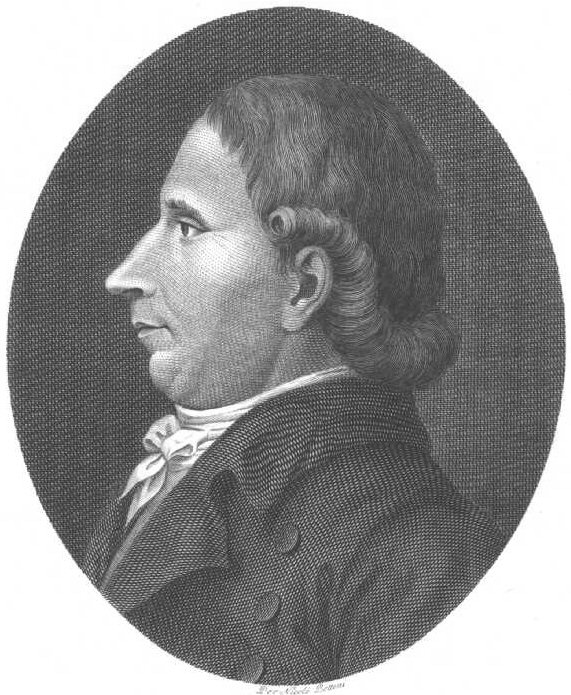
Barnaba Oriani

Barnaba Oriani (* 17. Juli 1752 in Carignano; † 12. November 1832 in Brera, Königreich Lombardo-Venetien) war ein italienischer Astronom.
Nach der Grundschule in Carigniano studierte er mit der Unterstützung der Barnabiten in Mailand an der Hochschule San Alessandro. Nach dem Studium von Physik, Mathematik, Philosophie und Theologie wurde er 1775 Priester.
Aufgrund seines großen Interesses für die Astronomie wurde er im Jahr 1776 Mitarbeiter am Observatorium Brera, an dem er 1778 Assistent und 1802 schließlich Direktor wurde.
Oriani war ein langjähriger Freund von Giuseppe Piazzi, dem Entdecker des Zwergplaneten Ceres. Sie arbeiteten 37 Jahre an vielen astronomischen Projekten zusammen. 1802 wurde er zum auswärtigen Mitglied der Göttinger Akademie der Wissenschaften gewählt. Seit 1804 war er korrespondierendes Mitglied der Académie des sciences, seit 1808 der Bayerischen, seit 1812 der Preußischen Akademie der Wissenschaften und seit 1823 Fellow der Royal Society of Edinburgh.
Am 5. Mai 1779 entdeckte Oriani wenige Tage vor Charles Messier die Spiralgalaxie Messier 61 im Sternbild Jungfrau.